# オモイカネ
オモイカネ（歴史的仮名遣：オモヒカネ、思金、思兼）は、日本神話に登場する神。

## 概要
『古事記』では思金神、常世思金神（とこよのおもいかねのかみ）、『日本書紀』では思兼神、『先代旧事本紀』では思金神、常世思金神、思兼神、八意思兼神（やごころおもいかねのかみ）、八意思金神と表記される。
高御産巣日神の子であり、天忍穂耳命の妻である万幡豊秋津師比売命の兄弟。
最も有名な話では、岩戸隠れの際に、天の安原に集まった八百万の神に天照大御神を岩戸の外に出すための知恵を授けたこととされている。国譲りでは、葦原中国に派遣する神の選定を行っている。その後、天孫降臨で邇邇芸命に随伴した。
（八意）思金神の「八」を「多い」、「意」を「思慮」と解し、「八意」は思金神への修飾語、「思」を「思慮」、「金」を「兼ね」と解し、名義は「多くの思慮を兼ね備えていること」と考えられる。
また、東京都杉並区鎮座の気象神社では、八意とは『晴』『曇』『雨』『雪』『雷』『風』『霜』『霧』という八つの気象条件を指し、思兼命はそれらを司ることができると解説している。
性別がはっきりとしていない。

## 系譜
高御産巣日神の子で、妹に万幡豊秋津師比売命がいる。
『先代旧事本紀』では、思兼神は信濃国に降り立って信乃阿智祝部の祖になり、知々夫国造の祖ともなったとしている。子に天表春命・天下春命がいる。

## 信仰
秩父神社（埼玉県秩父市）・阿智神社（長野県下伊那郡阿智村）などで知々夫国造・阿智祝部などの祖神として祀られているほか、阿智祝部一族の徳武氏が創祀した戸隠神社の中社などでは知恵・学問の神として信仰されている。また、天気に関する唯一の神社の気象神社（東京都杉並区）にも祀られている。
思金の文字から曲尺が連想され、建築前に行われる手斧初の儀式の主神としても信仰されている。これは、建前にかかる初の日に正面を南向きにして頭柱を立て、柱の正面に天思兼命と書き、右左にそれぞれ建築の神である手置帆負神・彦狭知命の名を書き、さらに裏面に年月日・建主名を墨書するという儀式のことを指す。

## 祀る神社
- 出羽神社 末社 羽黒山 (山形県)（山形県鶴岡市羽黒町）
- 阿智神社（長野県下伊那郡阿智村）
- 安布知神社（長野県下伊那郡阿智村）
- 戸隠神社　中社（長野県長野市戸隠）
- 穂高神社　境内　四神社（長野県安曇野市穂高）
- 達屋酢蔵神社（長野県茅野市ちの）
- 祝殿社四社（長野県茅野市小町屋樋沢）
- 諏訪神社（長野県松本市今井）
- 須倍神社　外宮（静岡県浜松市都田町）
- 事任八幡宮　境内　五社神社（静岡県掛川市八坂）
- 天神社（山梨県都留市下谷）
- 神明神社（岐阜県中津川市苗木）
- 椿三神社（岐阜県恵那市笠置町）
- 五加神社　境内（岐阜県加茂郡東白川村）
- 思金神社（神奈川県横浜市）
- 八意思兼神社（神奈川県伊勢原市）
- 氷川神社　境内社　気象神社（東京都杉並区）
- 秩父神社（埼玉県秩父市番場町）
- 三峯神社　境内　秩父神社（埼玉県秩父市三峰）
- 皆野椋神社（埼玉県秩父郡皆野町）
- 竹間神社（埼玉県入間郡三芳町）
- 楡山神社 境内 知々夫神社（埼玉県深谷市原郷）
- 美和神社　境内　八意思兼神社（群馬県桐生市宮本町）
- 太平山神社　境内　天満宮（栃木県栃木市平井町）
- 大洗磯前神社　境内　静神社（茨城県東茨城郡大洗町）
- 静神社（茨城県那珂市静）
- 鹿高神社（三重県名張市安部田）
- 賀茂大神社（三重県鈴鹿市平野町）
- 加世智神社（三重県松阪市大平尾町）
- 松阪神社（三重県松阪市殿町）
- 神明神社（三重県四日市市尾平町）
- 田丸神社（三重県度会郡玉城町大字下田辺）
- 三瀬谷神社（三重県多気郡大台町）
- 若宮神社（滋賀県草津市岡本町）
- 意冨布良神社（滋賀県長浜市木之本町）
- 吉水神社（滋賀県蒲生郡竜王町）
- 五社神社（滋賀県近江八幡市牧町）
- 地主神社（京都府京都市東山区）
- 村岳神社（京都府京丹後市久美浜町）
- 五字神社（大阪府箕面市粟生間谷）※「ごあざ」神社と読む
- 五字神社（大阪府箕面市粟生外院）※「ごじ」神社と読む
- 津門神社（兵庫県西宮市）
- 三条八幡神社（兵庫県芦屋市）
- 思往神社（兵庫県豊岡市日高町）
- 阿紀神社（奈良県宇陀市大宇陀）
- 宇奈多理坐高御魂神社（奈良県奈良市法華寺町）
- 蟻通神社（和歌山県伊都郡かつらぎ町）
- 日前神宮（和歌山県和歌山市秋月）
- 来栖神社（香川県さぬき市前山）
- 悲願寺　境内　賢見皇神社（徳島県名西郡神山町）
- 忌部神社　摂社　若宮神社（徳島県吉野川市山川町忌部山）
- 高濱神社（島根県出雲市）
- 苅田神社　境内　幸神社（島根県大田市久手町）
- 内神社　境内　芦原神社（島根県松江市大垣町）
- 法吉神社（島根県松江市法吉町）
- 興神社（長崎県壱岐市芦辺町）
- 西寒多神社（大分県大分市寒田）
- 天安河原宮（宮崎県西臼杵郡高千穂町）
- 波宇志別神社（秋田県横手市大森町）
- 輪西神社（北海道室蘭市みゆき町）